# Гомельський державний цирк
Гомельський державний цирк (біл. Гомельскі дзяржаўны цырк, рос. Гомельский государственный цирк; повна назва: Установа культури «Заслужений колектив Республіки Білорусь «Видовищно-культурний комплекс «Гомельський державний цирк», біл. Установа культуры «Заслужаны калектыў Рэспублікі Беларусь «Відовішчна-культурны комплекс «Гомельскі дзяржаўны цырк» / рос. Учреждение культуры «Заслуженный коллектив Республики Беларусь «Зрелищно-культурный комплекс «Гомельский государственный цирк»») — стаціонарний цирк, розташований у обласному центрі Білорусі місті Гомелі.

## Загальні дані
Гомельський державний цирк міститься у спеціально зведеному за СРСР функціональному приміщенні, розташованому у середмісті Гомеля за адресою:
вул. Радянська, буд. 27, м. Гомель—246050 (Білорусь).
Будинок цирку у плані прямокутний. Над нижнім поверхом, що об'єднує вестибюль, службові приміщення, гардероб, буфети та ін. розташовується чашеподібний амфітеатр, перекритий похилим сферичним куполом. З тилу до споруди примикає внутрішній дворик, де розташовуються вольєри для тварин, сполучені безпосередньо з манежем. На відстані 100 м від будівлі цирку розміщується готель для артистів.
Глядацька зала Гомельського цирку розрахована на 1 544 місць. 
Цирковий сезон у Гомелі триває з вересня по травень — протягом цього періоду змінюються 5-6 програм.
Директор культурної установи — Лобович Яків Михайлович.

## З історії цирку в Гомелі
Уперше цирк у Гомелі був побудований у 1890-х роках підприємцем І. Слободовим. Він був дерев'яним і розташовувався на Кінній площі (де зараз розташований центральний ринок). Та будівля проіснувала до 1917 року. 
Другий цирк у Гомелі був зведений у 1926 році, але 1932 року його будівлю було передано театрові, а в 1941 році вона згоріла. 
По війні у 1950-х роках у Гомелі працював цирк-шапіто.
Нинішня будівля Гомельського державного цирку, розташована в центрі міста, побудована в 1972 році. Перша вистава в її приміщенні відбулася 2 грудня 1972 року. 
Гомельський цирк сумновідомий тим, що у 1986 році тут під час вистави загинула акторка Ірина Асмус, відома за роллю Іриски у дитячій телепрограмі Центрального ТБ СРСР «АБВГДейка»
За незалежності Білорусі майданчик біля будівлі Гомельського державного цирку був упорядкований, зокрема був реконструйований фонтан, і біля цирку було встановлено пам'ятник відомому клоуну Карандашу (2006).
У жовтні 2006 року Гомельському Держцирку було присвоєно звання «Заслужений колектив Республіки Білорусь».